# Jamie Korab
Jamie Korab (Harbour Grace, 28 de noviembre de 1979) es un deportista canadiense que compitió en curling. Participó en los Juegos Olímpicos de Turín 2006, obteniendo una medalla de oro en la prueba masculina.

## Palmarés internacional
| Juegos Olímpicos | Juegos Olímpicos | Juegos Olímpicos | Juegos Olímpicos |
| Año              | Lugar            | Medalla          | Prueba           |
| ---------------- | ---------------- | ---------------- | ---------------- |
| 2006             | Turín (Italia)   | Medalla de oro   | Equipo           |